# Inventio
Inventio (Latin ”(Upp)finnande”) är ett begrepp inom retoriken för när talaren finner stoff för sitt tal. Inventio är den första av de fem delarna i partesläran. De andra är dispositio, elocutio, memoria och actio.
Den äldsta kritiken mot retoriken är att den inte behandlar ett specifikt ämne, d.v.s. att en talare kan hålla ett framförande om vilket ämne som helst och bara bli bedömd efter sina retoriska kunskaper. Alltså att det inte är innehållet som är det viktiga, utan snarare hur en talare använder språket och hur han framför talet. Det är en av anledningarna till att Platon attackerade denna i hans mening tomma retorik.
Aristoteles svarade på Platons kritik genom att argumentera för att förnuft och retorik hör ihop. Aristoteles hävdade att dialektiskt förnuft var verktyget för att finna universella sanningar och att retorik var verktyget för att förtydliga och förmedla dessa till andra. För att kommunicera effektivt måste en talare kunna bygga välarbetade argument som stöder den tes han eller hon vill framföra.
Inventio är just till för att hjälpa talaren att bygga sina argument med hjälp av ett system. Aristoteles och även de romerska retorikerna Cicero och Quintilianus ägnade mycket tid och uppmärksamhet åt att formulera teorin bakom retoriskt uppfinnande av argument.
Inventio omfattar tre olika delar:
- Analysera uppgiften
- Finna argument för sin sak
- Välja ut de bästa argumenten

## Analysera uppgiften
När det handlar om att analysera uppgiften är det viktigt att veta precis vad det är man försöker säga, att ha en klar tes. Vidare är det viktigt att analysera den retoriska situationen och ta reda på vilken sorts publik man kan förvänta sig och anpassa sitt framförande och sina argument efter dem.
Som hjälp för att finna argument och få olika infallsvinklar kan det vara en god idé att ställa sig själv retorikens sju klassiska frågor:
- Vad?
- Vem?
- Varför?
- Var?
- När?
- Hur?
- Med hjälp av vad?

(Se även Topos.)

## Finna argument för sin sak
För att vidare stärka sin argumentation kan man använda sig av en teknik som inom retoriken kallas pro et contra. Denna teknik går ut på att finna argument som skulle kunna användas mot den sak man försöker föra fram. På så sätt kan man upptäcka svagheter i sin argumentation och den gör också att man lättare kan förbereda ett försvar för sin sak. Även när man tittar på motargument så kan man med fördel använda retorikens sju klassiska frågor.

## Välja ut de bästa argumenten
När man kommit så långt att man har en samling argument, så gäller det att välja ut de som är bäst och mest övertygande. Att använda för många argument kan lätt förvirra mottagaren och göra att de glömmer bort viktiga delar av talet.
Avslutningsvis kan det vara en god idé att slipa på argumenten man har valt och göra dem tydligare, t.ex. genom att använda exempel och stödja sina argument på statistik och auktoriteter inom ämnet.